# 新布尔拉雷村委员会
新布尔拉雷村委员会（俄语：Ново-Булгаринский сельсовет）是俄罗斯联邦阿斯特拉罕州伊克里亚诺耶区所属的一个村委员会。其下辖有1个居民点，行政中心为新布尔拉雷。据2015年统计，该村委员会的人口为535人。